# Powiat Ostprignitz-Ruppin
Powiat Ostprignitz-Ruppin (niem. Landkreis Ostprignitz-Ruppin) – powiat w niemieckim kraju związkowym Brandenburgia. Stolicą powiatu oraz największym miastem jest Neuruppin.
Nazwa powiatu wywodzi się od głównych regionów: wschodniej części historycznej krainy Prignitz (niem. Ostprignitz) oraz regionu Ruppiner Land.

## Historia
Powiat w obecnej formie powstał w wyniku reformy administracyjnej w 1993 roku.

## Podział administracyjny
W skład powiatu Ostprignitz-Ruppin wchodzi:
- sześć gmin miejskich
- trzy gminy (niem. amtsfreie Gemeinde)
- trzy urzędy (niem. Amt)

Gminy miejskie
| Lp. | Nazwa gminy      | Ludność (2022) | Powierzchnia km² |
| --- | ---------------- | -------------- | ---------------- |
| 1   | Kyritz           | 9 175          | 156,09           |
| 2   | Lindow (Mark)    | 3 001          | 65,17            |
| 3   | Neuruppin        | 31 421         | 303,32           |
| 4   | Neustadt (Dosse) | 3 412          | 75,43            |
| 5   | Rheinsberg       | 7 727          | 324,83           |
| 6   | Wittstock/Dosse  | 13 991         | 417,20           |

Gminy
| Lp. | Nazwa gminy        | Ludność (2022) | Powierzchnia km² |
| --- | ------------------ | -------------- | ---------------- |
| 1   | Fehrbellin         | 8 971          | 268,16           |
| 2   | Heiligengrabe      | 4 343          | 206,31           |
| 3   | Wusterhausen/Dosse | 5 727          | 195,42           |

Urzędy
| Lp. | Nazwa urzędu     | Ludność (2022) | Powierzchnia km² | Liczba gmin |
| --- | ---------------- | -------------- | ---------------- | ----------- |
| 1   | Lindow (Mark)    | 4 619          | 124,22           | 4           |
| 2   | Neustadt (Dosse) | 7 605          | 265,74           | 6           |
| 3   | Temnitz          | 5 420          | 247,95           | 6           |

## Demografia
| Rok  | Mieszkańcy |
| ---- | ---------- |
| 1990 | 118 794    |
| 1995 | 116 005    |
| 2000 | 112 930    |
| 2005 | 108 027    |

| Rok  | Mieszkańcy |
| ---- | ---------- |
| 2010 | 102 868    |
| 2015 | 99 110     |
| 2020 | 98 808     |

## Współpraca
- Nadrenia Północna-Westfalia: Powiat Coesfeld